# Scheppau (Schunter)
Die Scheppau ist ein über neun Kilometer langer Bach im niedersächsischen Landkreis Helmstedt auf dem Gebiet der Stadt Königslutter. Er entsteht in Bornum aus verschiedenen Abflüssen am Nordhang des Elm. Der Bach verläuft überwiegend nach Norden und Nordosten und mündet südlich von Glentorf von links in die Schunter.

## Name
Der Oberlauf wird auch Mühlenbach oder Mühlengraben genannt. Die Scheppau wird 1384 als Schepowe erstmals schriftlich erwähnt. Der Name setzt sich zusammen aus dem Grundwort -au(e) und dem niederdeutschen Wort schepp „schief“.

## Geographie

### Verlauf
Einige Quellbäche der Scheppau entspringen südlich von Bornum am Elmrand und fallen im Sommer häufig trocken. In Bornum gibt es eine Quelle, die ganzjährig schüttet. Als Quellpunkt werden hier die Koordinaten des Zusammenflusses am Rottensweg, Ecke Molkereiweg angegeben. Das in anderen Karten als Mühlengraben bezeichnete Gewässer wird in den Umweltkarten bereits zur Scheppau gezählt.
Am nördlichen Ortsrand passiert der Bach ein Neubaugebiet und das Gelände der Alten Mühle und wird kanalartig nach Norden zum gleichnamigen Ort Scheppau geführt. Diesen umfließt er nördlich und schwenkt nach Nordwesten zum Waldgebiet Sundern bei Rieseberg. Hinter dem nördlich gelegenen Waldgebiet und dem Ort im Süden richtet sich der Lauf wieder nach Norden nahezu parallel zur Schunter, die er bei Glentorf erreicht.
Nördlich von Bornum überqueren die Bahnstrecke Braunschweig–Magdeburg und bei Ochsendorf die Autobahn A2 den Bachlauf.

### Zuflüsse
- Wahberggraben, von links bei Bornum
- Lenebruchsgraben, von links bei Scheppau
- Pappelhofgraben, von rechts bei Rieseberg
- Hundewiesengraben, von links südlich von Glentorf

## Gewässerqualität

### Bewertung 2012/2015
Der Niedersächsische Landesbetrieb für Wasserwirtschaft, Küsten- und Naturschutz führt die Scheppau in seinen Datenblättern als „Wasserkörper 15060“. Der Landesbetrieb stuft die Scheppau nach diesem Datenblatt hinsichtlich des Fließgewässertyps als einen „löss-lehmgeprägten Tieflandbach“ vom Typ 18 ein und bewertet die chemische Beschaffenheit wegen Quecksilbers im Gewässer als „schlecht“. Der ökologische Gesamtzustand wird wegen erheblicher Strukturdefizite als „mäßig“ bezeichnet. Hydromorphologisch ergab die Kartierung: 14 % Stufe VII, 44 % Stufe VI, 24 % Stufe V, 14 % Stufe IV, 2 % Stufe III und nur 1 % Stufe II. Als Gründe dafür werden die überwiegend unbewachsenen Uferstreifen und der naturferne Verlauf angegeben. In den Ackerfluren reicht der bewirtschaftete Bereich bis an die Uferkante, es erfolgt der Eintrag von Düngemitteln und Pestiziden. Die Handlungsempfehlungen für eine ökologische Verbesserung fokussieren auf strukturelle Verbesserungen auf landeseigenen Flächen und auf die Vermeidung von Stoff- und Sedimenteinträgen. Das Datenblatt enthält eine Reihe von Einzelmaßnahmen zur Verbesserung, damit das Gewässer künftig den Anforderungen der EG-Wasserrahmenrichtlinie entsprechen kann.

### Renaturierung
Das Land Niedersachsen plant die ökologische Aufwertung der Scheppau als Schwerpunktgewässer nach der EU-Wasserrahmenrichtlinie der Europäischen Union. Anfang 2017 gestaltete das NLWKN aus dem stark begradigten und strukturarmen Bach in vier Bauabschnitten einen natürlichen Bach. Neben der Verlegung des Bachlaufs und dem Einbau von Kies und Totholz in die Bachsohle wurden die Bachränder so neugestaltet, dass in einem mäandrierenden Verlauf Auengehölze, Feuchtgrünland und Röhrichte entstehen können. Mit 290.000 Euro aus EU-Mitteln des Programms der Fließgewässerentwicklung wurde der Abschnitt zwischen Scheppau und Rotenkamp vom NLWKN umgestaltet. Ziel des Vorhabens ist, den nach der Wasserrahmenrichtlinie erstrebten guten ökologischen Zustand mit einer Durchgängigkeit von der Mündung bis zur Quelle in einer naturnahen Struktur zu erreichen.